# Церква Воздвиження Чесного Хреста (Львів)
Церква Воздвиження Чесного і Животворящого Хреста — чинна мурована церква у Львові, на вулиці Науковій, 19а, що належить до Львівської митрополії УГКЦ. Будівля характерна поєднанням образності української архітектури із візантійською столичною традицією. 

## Історія церкви
Храм розташований при перетині важливих магістралей загальноміського значення — вул. Наукової та Княгині Ольги, на місці зарезервованому, згідно Генплану, для розміщення домінантної споруди (в радянський період тут планувалося розмістити висотний житловий будинок). Перший проєкт будівлі у модерністському стилі, був виконаний львівським архітектором Олександром Вендзиловичем у 2003 році. На його основі було виконано містобудівне обґрунтування, яке 24 вересня 2010 року було затверджено виконавчим комітетом Львівської міськради. Однак, на той момент, модерністська хвиля, характерна для сакральної архітектури Львова у 1990-ті років минула, популярними стали традиціоналістські образи оперті на історичних аналогіях. В зв'язку із цим, у 2008 році, був виконаний новий проект авторства архітектора Юрія Горалевича, остаточна розробка якого завершилась у 2010, після чого розпочалися будівельні роботи. 
10 серпня 2014 року, після літургії, митрополитом Ігорем (Возьняком) було освячено надкупольні хрести, а 27 вересня 2016 року ним було освячено головний престол та всю церкву. Після цього у церкві продовжились завершальні та внутрішні опоряджувальні роботи. 

## Архітектура

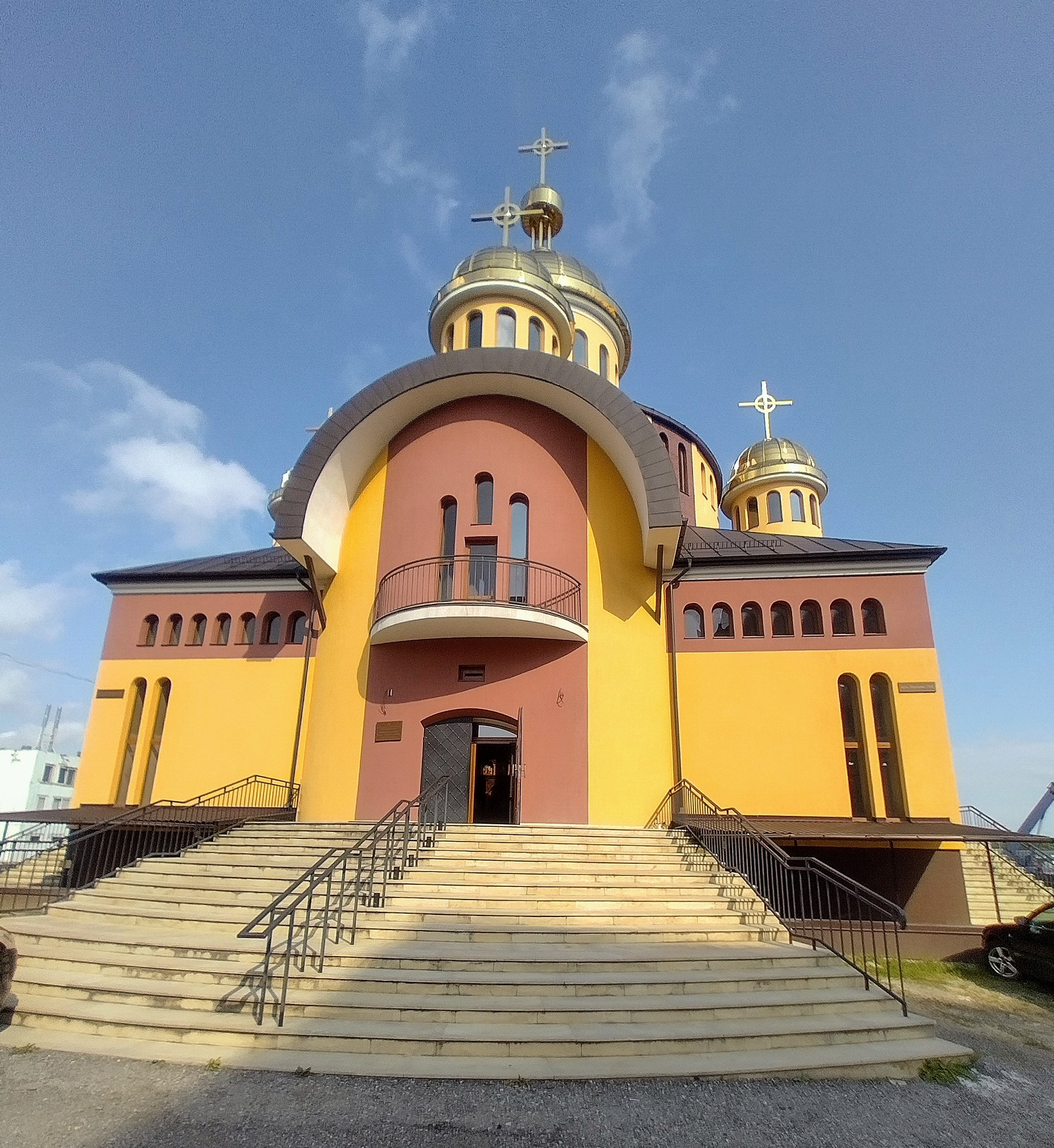
Головний фасад (серпень 2022)

Споруда має оригінальне об'ємно-просторове вирішення, що являє собою синтез традиційної образності українських центричних п'ятиверхих церков із хрестоподібним, у плані, розміщенням куполів, та ранньовізантійських константинопольських церков купольно-базилікального типу. Таким чином сформовано просторовий образ, в якому українська ідентичність пірамідального, центричного, п'ятиверхого храму поєднана із урочистою мовою найбільш репрезентативних культових Константинополя.
Характерною особливістю вирішення церкви Воздвиження Чесного Хреста є переваження української традиційної образності у зовнішньому образі споруди і ранньовізантійської у внутрішньому.
Конструкція будівлі, проєкт якої розроблявся протягом 2010—2012 років, складається із поєднання монолітного залізобетону і цегляної кладки стін. Для монтажу купола використано металічні та дерев'яні елементи.

## Настоятелі
- Михайло Сарабаха

## Зауваги
1. ↑  Проектування стосувалось не лише церкви, але і комплексу духовного центру, поряд
2. ↑  таке вирішення сакральних споруд особливо характерне для церков Козацької доби -Наддніпрянщини та Причорномор’я (XVII-XVIII століть)
3. ↑  Прикладами такого типу споруд є Софійський собор, церква святих Сергія і Вакха, святого Полієвкта, Святої Ірини у Константинополі